# Toby Fichelscher
Tobias „Toby“ Fichelscher (* 1. April 1927 in Berlin; † 2. Juni 1992 ebenda) war ein deutscher Jazz- und Bluesmusiker (Gesang, Perkussion, Piano).

## Leben und Wirken
Fichelscher spielte in der Nachkriegszeit in der Berliner Musikszene und nahm unter eigenem Namen (Toby Fichelscher Blues Combo, Toby Fichelscher mit Rhythmusgruppe oder Toby Fichelscher mit seiner Combo) eine Reihe von Singles auf wie On Chano's Track oder Blues on Amiga. In den späten fünfziger Jahren zählte Fichelscher neben Wolfgang Sauer und Knut Kiesewetter zu den besten Bluessängern der deutschen Szene. Als musikalischer Leiter wirkte er bei dem Film Der treue Husar (1954, Regie Rudolf Schündler) mit. Als Stammgast sang und spielte er beim Deutschen Jazzfestival in Frankfurt und wurde zweimal Pollsieger. Durch seine Auftritte in vielen Berliner Clubs, an Spielstätten wie dem Riverboat am Fehrbelliner Platz oder der Eierschale am Breitenbachplatz, hat er dazu beigetragen, dass der Jazz nach dem Krieg in der Stadt wieder populär wurde.
Fichelscher trat, ohne fließendes Englisch zu beherrschen, als Blues- und Jazzsänger auf, dazu spielte er Bongos nach dem Vorbild von Chano Pozo (On Chano's Track). Vor dem Bau der Berliner Mauer war er in der örtlichen Jazzszene auch als exzentrischer „5-Finger-Boogie-Pianist“ bekannt. Fichelscher trat regelmäßig in den Berliner Clubs mit der Band des Vibraphonisten Manfred Burzlaff auf. Für die Plattenfirma Bertelsmann sang Fichelscher einige Rock’n’Roll-Songs; außerdem wurden einige seiner Blues- und Jazzaufnahmen auf Vinyl-EPs von Labels wie Brunswick (St. James Infirmary, 1955) und Amiga (Basin Street Blues, Toby Fichelscher Mit Brom’s Dixieland Band, 1957) veröffentlicht. Im Bereich des Jazz registrierte Tom Lord zwischen 1955 und 1957 vier Aufnahmesessions des Musikers.
Im Jahr 1960 bekam er Gelegenheit, für die Produktionsfirma Modern Art Film GmbH in Hansjürgen Pohlands Film Tobby die Hauptrolle zu spielen, laut damaliger Pressemitteilung „einen Film, der über die Routine hinausgeht“. Inspiriert von den Neuerungen italienischer und französischer Regisseure zeigt der Film die existenzielle Berliner Jazzszene und den Jazzbeatnik Toby Fichelscher im Nouvelle-Vague-Stil. Andrian Kreye, Chefredakteur des Feuilletons der Süddeutschen Zeitung, nannte den von der Deutschen Kinemathek restaurierten und digitalisieren Film 2018 "ein Meisterwerk der Beatnik-Ära. Im Jahr 2024 wurde die Retrospektive der Berlinale mit Tobby eröffnet und von der Kritik als "unfassbar lässig" gefeiert.
Toby Fichelscher ist der Vater des Musikers Daniel Fichelscher, der Mitglied in den Krautrockbands Popol Vuh und Amon Düül II war.

## Diskographische Hinweise
- Busting the Bongos (Sonorama, ed. 2013), mit Manfred Burzlaff (Vibraphon), Joe Nay (Schlagzeug), Herbert Putzler (Bass), Joseph Janik (Gitarre), Lothar Behr (Tenorhorn),  Peter Reinke (Altsaxophon)